# Jerzy Baumritter
Jerzy Szymon Baumritter (ur. 1 kwietnia 1916 w Warszawie, zm. 14 czerwca 1991 tamże) – neuropsycholog, pracownik organów władz komunistycznych PRL.

## Życiorys
Urodził się 1 kwietnia 1916 jako syn Izydora i Anny z domu Cukier. Z wykształcenia był neuropsychologiem i pracował w tym zawodzie.
W drugiej połowie lat 40. sprawował stanowisko dyrektora departamentu w Ministerstwie Informacji i Propagandy, następnie na przełomie lat 40./50. był pracownikiem Polskiego Radia na stanowisku zastępcy dyrektora oraz dyrektora programowego, będąc odpowiedzialnym za kształt informacyjno-polityczny audycji. Od 1954 do 1957 był zastępcą redaktora naczelnego „Trybuny Ludu”. Pracował jako redaktor wielkiej encyklopedii powszechnej PWN, pełnił funkcję sekretarza POP PZPR w PWN, skąd został usunięty wskutek antysemickiej kampanii marcowej 1968.
Zmarł 14 czerwca 1991 w Warszawie. Został pochowany na cmentarzu ewangelicko-augsburskim w Warszawie (aleja 38, grób 58). Jego żoną była Ewa, z którą miał syna Danka (1950-1975).

## Odznaczenia
- Krzyż Oficerski Orderu Odrodzenia Polski (1954)[9]
- Krzyż Kawalerski Orderu Odrodzenia Polski (1946)[10]
- Złoty Krzyż Zasługi (1951)[11]